# Julien Panchot
Julien Panchot (Canohès, 16 avril 1901 - Valmanya, 2 août 1944), est un militant communiste et résistant français. Engagé très jeune dans la vie politique, il participe à la guerre d'Espagne au sein des brigades internationales puis, lors de la Seconde Guerre mondiale, se tourne tout naturellement vers la résistance contre le Troisième Reich. Membre des Francs-tireurs et partisans et personnalité importante de la résistance dans les Pyrénées-Orientales, il est tué lors de l'attaque de son maquis par l'armée allemande.

## Biographie

### Jeunesse et engagement
Julien Panchot naît le 16 avril 1901 à Canohès dans les Pyrénées-Orientales, au sein d'une famille de cultivateurs,. À l'instar de leur père, inscrit à la SFIO depuis 1904, Julien et son frère aîné Barthélémy adhèrent à la section socialiste de Canohès dès la fin de la Première Guerre mondiale et prennent position pour la IIIe Internationale. En 1921, Julien commence son service militaire dans la Marine. Incorporé le 1er avril 1921 au 5e dépôt des équipages de la flotte à Toulon, il effectue une première campagne en mer du 23 juillet 1921 au 7 juin 1922 à bord du croiseur cuirassé Waldeck-Rousseau. Promu matelot de 3e classe le 11 juin 1922, il est ensuite affecté sur l'Edgar Quinet du 23 novembre 1922 au 28 février 1923. Libéré le 5 avril suivant avec un certificat de très bonne conduite, il adhère au Parti communiste français (PCF) puis part pour la Tunisie où il rejoint son frère Barthélémy qui a participé à la création du Parti communiste tunisien,. Les deux frères militent ensemble jusqu'au retour en France de Julien en 1926. Devenu chauffeur routier à Canohès, il continue de militer activement au niveau local.
Dans le cadre de la guerre d'Espagne, il est volontaire pour les brigades internationales dès leur création en 1936. Il effectue pour le compte du Comité d'aide à l'Espagne républicaine des livraisons de matériel, aidé par son plus jeune frère, Aristide. Le 15 avril 1937, les deux frères sont arrêtés près de Tortosa par des soldats italiens qui les livrent aux troupes franquistes. Internés au camp de San Pedro de Cardeña, ils sont transférés au camp de Miranda au début de l'année 1939 mais en sont libérés dès le mois de février à la suite des interventions d'André Marty et du journal Le Travailleur catalan auprès du gouvernement français,.

### Seconde Guerre mondiale
Au début de la Seconde Guerre mondiale, Julien Panchot n'est pas mobilisé. Le PCF étant interdit en France pour avoir approuvé le pacte germano-soviétique, Julien et Barthélémy contribuent à le perpétuer localement de manière clandestine. Après l'opération Barbarossa, les communistes étant officiellement entrés en résistance contre l'occupant allemand, Julien Panchot participe à la mise en place du Front national dans les Aspres. À l'été 1942, il est l'un des organisateurs des Francs-tireurs et partisans (FTPF) dans les Pyrénées-Orientales,. Au bout de deux ans d'action, la menace d'arrestation étant de plus en plus forte, il entre dans la clandestinité totale à l'été 1944 et rejoint le maquis FTPF Henri-Barbusse.
Constitué au-dessus de Vernet-les-Bains, ce maquis opère sur le versant Conflent au nord du massif du Canigou et travaille en étroite collaboration avec l'Agrupación de Guerrilleros Españoles (AGE) qui occupe le versant Vallespir au sud. Barthélémy Panchot se voit confier le commandement du maquis Henri-Barbusse et nomme son frère Julien comme adjoint, le chargeant de la direction politique. Le maquis affronte régulièrement les troupes allemandes et la milice française. Le 8 juin 1944, un accrochage a lieu avec des soldats de la Wehrmacht près de Fillols puis un combat a lieu contre des miliciens le 27 juin près du pic de Cogoullo, au-dessus de Vernet-les-Bains. Les maquisards se regroupent alors au refuge des Cortalets près duquel un autre accrochage a lieu le 7 juillet. Après s'être emparés d'un butin au bureau de la perception de Prades le 29 juillet en compagnie de l'AGE, les hommes d'Henri-Barbusse se réfugient aux mines de la Pinosa, près du village de Valmanya,.
Dans le même temps, envisageant un débarquement allié sur les côtes méditerranéennes, l'armée allemande entreprend de réduire au silence les maquis opérant entre Toulouse et la vallée du Rhône, notamment ceux des Pyrénées-Orientales, de l'Aude, de l'Hérault et du Gard. Les maquis du massif du Canigou étant visés et l'attaque de Prades ayant peut-être servi d'accélérateur, l'armée allemande, aidée de la milice et bénéficiant des renseignements fournis par Nessim Eskenazi, envisage de détruire le maquis Henri-Barbusse en passant par Valmanya,. Prévenus de l'attaque le 31 juillet 1944, les FTPF organisent la défense et, retardant l'ennemi, permettent à la majeure partie des habitants du village de se réfugier dans la montagne,. Entre le 1er et le 3 août, les résistants sont cependant contraints de se replier et les Allemands détruisent le village et massacrent quelques villageois qui n'avaient pu s'enfuir,. Pendant ce temps, Julien Panchot est posté près du puig de l'Estella sur la crête qui domine les mines de la Pinosa. À la tête d'une dizaine d'hommes et armé d'un fusil-mitrailleur MAC 24/29, il est chargé de ralentir les troupes ennemies arrivant par le versant sud en provenance d'Arles-sur-Tech. Le 2 août au matin, il doit à son tour se replier sur les mines de la Pinosa.
Sur le site des mines, il couvre la retraite de ses camarades maquisards qui se replient vers le nord. Blessé pendant l'action, il est capturé par les Allemands qui le torturent et le mutilent,. Ne pouvant plus tenir debout, il est fusillé assis contre le mur de la cantine des mines. Son corps est récupéré le 29 août suivant par son frère Barthélémy,. Il est inhumé dans son village natal de Canohès.

## Hommages
- Une importante avenue de Perpignan a été baptisée en son honneur[6]. Son nom a aussi été donné à des rues d'Alénya[7], Argelès-sur-Mer[8], Brouilla[9], Cabestany[10], Ille-sur-Têt, Le Soler[11],  Toulouges[12] et Villeneuve-de-la-Raho[13].
- Dans son village natale de Canohès, l'école élémentaire et une salle communale ont été baptisées en son honneur[14]. Son nom figure également sur le monument aux morts de la commune[15].
- À Valmanya, son nom est inscrit sur une plaque commémorative dans la crypte aménagée en hommage aux victimes du massacre d'août 1944[16], aux résistants et aux déportés. Une plaque est également apposée sur les murs d'un bâtiment des mines de la Pinosa, à l'endroit même de son exécution[17].

## Controverse
Plusieurs versions s'opposent sur les raisons du massacre de Valmanya et l'attaque du maquis Henri-Barbusse. Plan d'attaque globale prévu de longue date pour les uns, volonté de représailles renforcée par l'obédience communiste du maquis pour les autres,. Une controverse existe également sur les circonstances de la mort de Julien Panchot, certains acteurs de l'époque ayant évoqué sa sévérité idéologique et stalinienne,. Un témoin de l'attaque des mines de la Pinosa aurait affirmé que Julien Panchot a tiré sur certains de ses propres hommes qui s'enfuyaient et qu'il aurait lui-même été blessé par l'un de ses maquisards, facilitant ainsi sa capture par les Allemands,.

## Filmographie
- André Souccarat, Valmanya : autopsie d'une tragédie, 2007-2011